# Vanadium
I Vanadium sono stati un gruppo musicale formatosi a Milano nel 1980 e attivo per tutto il decennio successivo nell'heavy metal, genere nel quale fu tra i precursori in Italia e del quale fu ritenuto tra i gruppi più rappresentativi.
Nei dieci anni d'attività continuativa (esclusa una breve réunion a metà anni novanta) il gruppo vendette più di 150 000 dischi.

## Storia del gruppo

### 1979-1980: le origini dei Vanadium ed i primi concerti
Il gruppo fu fondato a Milano nel 1979 dai chitarristi Giorgio Occhipinti e Adriano Nava, ai quali si aggiunsero, dopo alcune ricerche, il bassista Gianfranco Ghislotti, il batterista Franco Avella e il cantante Rino Squillace. Il nome della band fu scelto da Pepe Nicola nel marzo del 1979 che in quel momento suonava le tastiere nel gruppo e che si ispirò alla marcatura "cromo vanadium" delle chiavi inglesi dell'azienda metalmeccanica in cui lavorava. Dopo alcune prove, Adriano Nava abbandonò la band, che iniziò le ricerche per un nuovo chitarrista. Ben presto, il quartetto si imbatté nel giovane Stefano Tessarin, ex membro dei Kaos Rock, il quale era appena tornato da un tour con Alberto Camerini, e decise di ingaggiarlo. La band iniziò a suonare in piccoli concerti locali, arrivando anche a esibirsi al 1º Festival Rock Italiano tenutosi a Roma nel 1980 e nello stesso anno al PalaLido Rock, un festival patrocinato dal Comune di Milano che li vedeva in compagnia di band come Kaos Rock, Gaznevada e Kandeggina Gang, per poi registrare una demo con pezzi in italiano.
Nel periodo successivo a questa primissima fase, sia Occhipinti che Ghislotti partirono per il servizio di leva, abbandonando il gruppo; al loro posto entrarono nei Vanadium Giovanni Jimpel e Fortunato Saccà, provenienti da una band di cover southern rock. Nella primavera del 1980 i Vanadium aprirono il concerto di Joe Jackson al Palalido di Milano, in un evento che diede molta risonanza al gruppo.

### 1980-1982: I primi successi
Dopo poco tempo, alcuni avvicendamenti portarono all'uscita dal gruppo di Squillace, Avella e Jimpel. i due componenti rimasti ricrearono velocemente una nuova formazione reclutando il cantante Antonio Lutri ed il batterista Renzo "Tommy" Minazzi, proveniente dai Decibel. Con questa formazione, i Vanadium si esibirono ad un concerto che li vedeva assieme ad altre band tra cui i Pulsar, band in cui militavano il cantante Pino Scotto e il tastierista Ruggero Zanolini che qualche anno prima avevano pubblicato un 7" con la Phonosound Dischi intitolato A Man On The Road/Dream. Tessarin, impressionato dalle capacità di Zanolini, gli chiese di entrare a far parte dei Vanadium, e il tastierista accettò. Nel frattempo, Lutri aveva abbandonato il gruppo, cosicché Zanolini portò con sé dai Pulsar anche Pino Scotto, cantante noto per il suo gran carisma e la sua voce graffiante. Poco dopo il gruppo reclutò il nuovo batterista Americo Costantino. La band fu allora notata da Vincenzo Reitano, fratello del cantante Mino, che decise di prendere il gruppo sotto contratto con la sua etichetta, la Mister Records. La band iniziò quindi a registrare un primo 45 giri, che prese il titolo di We Want Live with Rock 'n' Roll, pubblicato nel 1981 con la formazione composta da Steve Tessarin, Pino Scotto, Ruggero Zanolini, Fortunato Saccà e Americo Costantino.
Nello stesso anno Tessarin fu però costretto ad abbandonare il gruppo a causa del servizio militare obbligatorio, venendo sostituito da Claudio Asquini; poco dopo, anche Saccà e Costantino decisero di andarsene. Nel frattempo, Pino si recò ad un concerto di un gruppo chiamato New Age. Propose quindi a Domenico "Mimmo" Prantera e a Emilio Vettor, rispettivamente bassista e chitarrista della band, di unirsi ai Vanadium. Come nuovo batterista subentrò quindi il giovane Lio Mascheroni.
La rinnovata band, ottenuto un contratto con la Durium, iniziò a registrare il suo primo album, che fu intitolato Metal Rock e pubblicato nel 1982. L'album, che vendette 8000 copie, presentava un sound fortemente ispirato all'hard rock degli anni '70 con sonorità decisamente più "heavy" ed ispirate al NWOBHM. All'album, che si apriva con il brano We Want Live with Rock 'n' Roll già presentato nel 7" precedente, seguì poi un tour con Alvin Lee, durante il quale Asquini abbandonò la band per essere sostituito dal chitarrista dei New Age Luigi D'Ermes e la partecipazione al programma televisivo Fresco fresco in cui eseguirono proprio il brano apripista dell'album.

### 1983-1986: daA Race with the DevilaBorn to Fight
Nel 1982, finito il servizio militare, Tessarin riprese il suo posto nel gruppo, e così Vettor e D'Ermes se ne andarono. I Vanadium, che a questo punto vedevano la band composta da Domenico Prantera, Lio Mascheroni, Pino Scotto, Ruggero Zanolini e Stefano Tessarin, rimasero da qui in poi piuttosto compatti, con una formazione che non vide modifiche per molti anni.
I Vanadium registrarono e pubblicarono su Durium A Race with the Devil nel 1983, che fu pubblicato anche su Music-Box per la Grecia e Mausoleum Records per il Belgio. L'album, che continuando nella linea del precedente riproponeva in modo personalissimo strutture tipiche dell'hard rock anni '70 in salsa "hard & heavy", portò la band fuori dall'underground con apparizioni in alcuni show della Rai dell'epoca, consacrandone i successi anche all'estero, tanto che Tony Jasper dedicò loro una voce ricca di elogi nella sua The International Encyclopedia of Hard Rock & Heavy Metal del 1985. Nell'ambito televisivo, un loro brano ripreso da concerto fu inserito nel "Processo all'HM", una puntata tematica di Mister Fantasy di Raiuno incentrata proprio sull'heavy metal e che vedeva Beppe Riva, giornalista della rivista Rockerilla con la sua rubrica Hard & Heavy, nel ruolo della difesa.
Nel 1984 venne pubblicato il terzo album della band, Game Over, che vendette 54 000 copie solo in Italia. Il disco vedeva sonorità più mature, con inserimenti di melodie più diversificate che si inserivano nella loro tipica struttura hard rock. Il disco divenne poi il manifesto di apertura della trasmissione Heavy con Kleever prodotta dal canale televisivo musicale italiano videomusic, che consacrò così la band al suo apice di popolarità. Il tour che ne seguì li vide come gruppo di punta nel festival metal Italian  Massacre di Mantova e nella data del Rolling Stone di Milano la band fece il tutto esaurito. Fu in questo momento di grande popolarità della band che arrivò anche il tour che li vide di spalla ai Motörhead e Twisted Sister, prima di pubblicare l'album dal vivo, On Streets of Danger (Durium, 1985), un documento che ancora oggi ne testimonia la grande energia concertistica e performativa. L'album conteneva poi l'inedito You Can't Stop the Music, del quale fu girato un video musicale.
Nel 1986, ormai raggiunta una fama enorme, la band si recò in Inghilterra, a Londra, dove, sotto la supervisione del noto produttore Lou Astin (che aveva già lavorato con gruppi del calibro di Judas Priest, Deep Purple, Thin Lizzy e Queen), registrò e pubblicò Born to Fight (Durium, 1986).

### 1987-1990: Lo scioglimento
Nel 1987 il gruppo pubblicò Corruption of Innocence, prodotto da Jim Faraci, dove il sound si spostò molto di più su sonorità simili al pop metal di stampo americano di quel periodo. L'album comunque ebbe un buon successo e vendette numerose copie anche all'estero. Sempre nel 1987 seguì la storica compilazione di metal italiano prodotta dalla Durium ed intitolata Metalmaniac, che li vedeva con il brano Run Too Fast al fianco di band come Gow, Halloween, Angelkillers, Sabotage, Skanners, Danger Zone, Strana Officina e Nuclear Simphony. Poco dopo, tuttavia, la Durium, storica etichetta della band, fu costretta a chiudere. La band perse allora il proprio punto di riferimento e firmò un contratto con un'etichetta minore, la Green Line. Nel 1989 la band pubblicò il nuovo album Seventheaven, dal suono fortemente commerciale, prodotto da Guy Bidmead.
Il gruppo, per evitare di commercializzarsi eccessivamente o di cadere nella ripetitività, decise allora di sciogliersi.

### 1995-1996: La reunion
Nel 1995 Scotto e Tessarin decisero di riformare i Vanadium con la formazione storica, e la band incise un nuovo album, Nel Cuore del Caos, connotato da un sound fortemente hard rock cantato in italiano (con testi di Norman Zoia). La band si esibì in un piccolo tour d'addio fino all'anno successivo, il 1996, quando i membri decisero all'unanimità di sciogliere definitivamente il gruppo dopo un ultimo concerto. Dopo lo scioglimento, Pino Scotto e Lio Mascheroni fondarono i Fire Trails, mentre i restanti membri crearono un nuovo gruppo chiamato Diumvana.

## Diumvana
Dalle ceneri dei Vanadium nascono i Diumvana (anagramma di Vanadium), formati da due terzi del gruppo precedente: Stefano Tessarin, Ruggero Zanolini e Domenico Prantera, con l'aggiunta di Andrea dal Santo (Mitzi) alla voce e Fabrizio Uccellini alla batteria. Nel settembre 2003 Marcello Suzzani subentra a Domenico Prantera. I cinque si esibiscono in vari locali e club del Nord Italia riscuotendo molto successo da parte del pubblico. Il gruppo però si scioglie il 26 gennaio 2008.
Dal collaudato gruppo nascono in seguito diverse band: Bobby Trap, formati da Andrea dal Santo, Fabrizio Uccellini, Marcello Suzzani, che propongono un ampio repertorio di cover sulle orme (e non solo) dei Diumvana, i Rock School, formati da Andrea dal Santo, Fabrizio Uccellini, Marcello Suzzani, che ispirandosi al noto film "School of Rock" con Jack Black, che ripercorrono la storia del rock attraverso uno spettacolo originale e di grande effetto, i Noize Machine, band con progetto originale che vede (Andrea Dal Santo) alla voce solista, Gli Wheels of Fire, band con progetto originale che vede Fabrizio Uccellini alla batteria e Marcello Suzzani al basso e back voice, ed i Rustless, che è un progetto originale di Stefano Tessarin, Ruggero Zanolini e Lio Mascheroni.

## Il libro
L'11 maggio 2014 esce il libro Vanadium - la biografia ufficiale (Crac Edizioni) scritto dal giornalista Luca Fassina (Hard!, Classic Rock, Metal Maniac, Rolling Stones Online): in 242 pagine la storia raccontata di ottanta persone intervistate, dai Vanadium ai molti musicisti, amici e addetti ai lavori che hanno gravitato attorno a loro. Completano la biografia oltre 300 fotografie storiche, la discografia completa, un albero genealogico di tutte le band coinvolte e oltre tre ore di contenuti multimediali grazie ai codici QR.

## Formazione
- Pino Scotto - voce (1981-1990 e 1995-1996)
- Stefano Tessarin - chitarra (1981-1990 e 1995-1996)
- Mimmo Prantera - basso (1981-1990 e 1995-1996)
- Lio Mascheroni - batteria (1981-1990 e 1995-1996)
- Ruggero Zanolini - tastiere (1981-1990 e 1995-1996)

La formazione dei Vanadium non ha subito alcuna variazione dopo l'esordio discografico.

## Discografia

### Album in studio
- 1982 – Metal Rock
- 1983 – A Race with the Devil
- 1984 – Game Over
- 1986 – Born to Fight
- 1987 – Corruption of Innocence
- 1989 – Seventheaven
- 1995 – Nel cuore del caos

### Live
- 1985 – On Streets of Danger

### Singoli
- 1981 – We Want Live with Rock 'n' Roll
- 1989 – Take My Blues Away